# Ciałka apoptotyczne
Ciałka apoptyczne – pozostałości po apoptycznej komórce. Są to otoczone błoną komórkową fragmenty cytoplazmy zawierające funkcjonalne organella i resztki chromatyny.